# ميخائيل شيريدان
ميخائيل شيريدان (بالإنجليزية: Michael Sheridan)‏ هو موسيقي أسترالي، ولد في 1960.

## وصلات خارجية
- ميخائيل شيريدان على موقع ميوزك برينز (الإنجليزية)
- ميخائيل شيريدان على موقع ديسكوغز (الإنجليزية)